# Volturino
Volturino é uma comuna italiana da região da Puglia, província de Foggia, com cerca de 1.989 habitantes. Estende-se por uma área de 57 km², tendo uma densidade populacional de 35 hab/km². Faz fronteira com Alberona, Lucera, Motta Montecorvino, Pietramontecorvino, Volturara Appula.

## Demografia
| Variação demográfica do município entre 1861 e 2011                               |
|                                                                                   |
| Fonte: Istituto Nazionale di Statistica (ISTAT) - Elaboração gráfica da Wikipedia |